# Elezioni generali ad Anguilla del 2010
Le elezioni generali ad Anguilla del 2010 si sono tenute il 15 febbraio. Esse hanno visto la vittoria dell'Anguilla United Movement, precedentemente all'opposizione, che ha conquistato quattro seggi in totale; Hubert Hughes è stato incaricato di formare il nuovo governo.
La tornata elettorale serviva per assegnare sette degli undici seggi di cui è composta la House of Assembly, i restanti quattro vengono assegnati due su nomina del governatore e due ex officio.

## Candidati
Il Primo Ministro uscente, Osbourne Fleming, ha annunciato prima delle elezioni la sua intenzione di ritirarsi e di non concorrere per un nuovo mandato. Fleming era il leader del partito Anguilla National Alliance che fa parte della coalizione denominata Anguilla United Front.
Per i sette seggi si sono presentati venti candidati. I candidati si possono presentare in uno solo dei sette distretti dell'isola (ogni distretto ha diritto ad un seggio) e in ciascuna circoscrizione viene eletto il candidato che raccoglie il maggior numero di voti.
- Anguilla United Front (AUF): coalizione che deteneva la maggioranza dal 2005, in queste elezioni ha presentato i propri candidati in tutti e sette i distretti dell'isola. Il leader della coalizione è Victor Banks, ex ministro delle finanze del governo uscente guidato da Osbourne Fleming[1].
- Anguilla United Movement (AUM): principale forza di opposizione, ha presentato i suoi candidati in cinque delle sette circoscrizioni. Il partito è guidato da Hubert Hughes che ha ricoperto la carica di capo del governo dal 1995 al 2000[1].
- Anguilla Progressive Party (APP): partito minoritario di opposizione, ha presentato cinque candidati nei sette distretti. Il partito è guidato da Brent Davis, uomo d'affari anguillano[1].
- Candidati indipendenti: tre candidati si sono presentati senza essere affiliati a nessun partito[1].

## Risultari
| Liste                                                                          | Voti  | %     | Seggi |
| ------------------------------------------------------------------------------ | ----- | ----- | ----- |
| Anguilla United Front - Anguilla National Alliance - Anguilla Democratic Party | 2.781 | 39,37 | 2     |
| Anguilla United Movement                                                       | 2.308 | 32,68 | 4     |
| Anguilla Progressive Party                                                     | 1.039 | 14,71 | 1     |
| Indipendenti                                                                   | 935   | 13,24 | -     |
| Membri nominati                                                                | —     | —     | 4     |
| Totale                                                                         | 7.063 |       | 11    |

## Risultati per distretto
- Distretto I - Island Harbour

| Candidato         | Partito                    | Voti |
| ----------------- | -------------------------- | ---- |
| Othlyn Vanterpool | Anguilla United Front      | 383  |
| Palmavon Webster  | Anguilla Progressive Party | 245  |
| Terry Harrigan    | Indipendente               | 236  |
| Samuel Webster    | Anguilla United Movement   | 215  |
| Kennedy Hodge     | Indipendente               | 45   |

- Distretto II - Sandy Hill

| Candidato             | Partito                    | Voti |
| --------------------- | -------------------------- | ---- |
| Jerome Roberts        | Anguilla Progressive Party | 317  |
| Cora Richardson-Hodge | Anguilla United Front      | 276  |

- Distretto III - Valley North

| Candidato       | Partito               | Voti |
| --------------- | --------------------- | ---- |
| Evans Rogers    | Anguilla United Front | 679  |
| Sutcliffe Hodge | Indipendente          | 654  |

- Distretto IV - Valley South

| Candidato    | Partito                  | Voti |
| ------------ | ------------------------ | ---- |
| Evan Gumbs   | Anguilla United Movement | 788  |
| Victor Banks | Anguilla United Front    | 677  |

- Distretto V - Road North

| Candidato    | Partito                    | Voti |
| ------------ | -------------------------- | ---- |
| Edison Baird | Anguilla United Movement   | 488  |
| Delsic Rey   | Anguilla United Front      | 236  |
| Fabian Lewis | Anguilla Progressive Party | 37   |

- Distretto VI - Road South

| Candidato         | Partito                    | Voti |
| ----------------- | -------------------------- | ---- |
| Hubert Hughes     | Anguilla United Movement   | 504  |
| Curtis Richardson | Anguilla United Front      | 352  |
| Brent Davis       | Anguilla Progressive Party | 257  |

- Distretto VII - West End

| Candidato           | Partito                    | Voti |
| ------------------- | -------------------------- | ---- |
| Walcott Richardson  | Anguilla United Movement   | 313  |
| Wilmoth Hodge       | Anguilla Progressive Party | 183  |
| Kenswick Richardson | Anguilla United Front      | 178  |